# Lech Krzyżaniak
Lech Krzyżaniak (ur. 8 lutego 1940 w Wilkowie k. Szamotuł, zm. 10 lipca 2004 w Poznaniu ) – polski archeolog, wieloletni dyrektor Muzeum Archeologicznego w Poznaniu (1982–2004), uczestnik oraz organizator wielu wypraw archeologicznych na tereny Sudanu, Egiptu oraz Algierii.

## Rys biograficzny
Urodził się w rodzinie nauczyciela miejscowej szkoły. Uczęszczał do liceum ogólnokształcącego w Szamotułach, gdzie w 1957 roku zdał egzamin maturalny. Następnie podjął studia archeologiczne na Uniwersytecie im. Adama Mickiewicza w Poznaniu. Jego nauczycielami byli między innymi Wojciech Kóčka oraz Józef Kostrzewski. Studia ukończył w 1962 roku, broniąc pracę magisterską poświęconą cmentarzysku kultury łużyckiej z przełomu epoki brązu i żelaza w Biernatach k. Śremu. Jeszcze podczas studiów podjął pracę w Muzeum Archeologicznym w Poznaniu, gdzie od 1982 roku do końca swojego życia pełnił funkcję dyrektora. Doktoryzował się w 1968 roku, pisząc pracę dotyczącą obrządku pogrzebowego kultury pomorskiej. W 1975 roku został doktorem habilitowanym, a w 1992 roku otrzymał tytuł profesora .

## Przedmiot zainteresowań i działalność naukowa
Początkowo interesował się archeologią Wielkopolski, jednak z czasem jego zainteresowania przeniosły się na tereny bardziej odległe . Opublikował kilka artykułów poświęconych tematyce Ameryki Środkowej i Południowej. Nie udało się jednak zorganizować żadnej wyprawy na tamtejsze tereny, co stanowiło dla zwolennika archeologii eksploracyjnej problem w pogłębianiu zainteresowań. W 1965 roku pod przewodnictwem profesora Kazimierza Michałowskiego rozpoczął prace wykopaliskowe w Kom el-Dikka w Aleksandrii. Wyprawa do Afryki zapoczątkowała jego zainteresowanie tematyką archeologii śródziemnomorskiej i dziejami starożytnego Egiptu . W 1966 r. m.in. z Stefanem Jakobielskim rozpoczął wieloletnie prace wykopaliskowe na terenach Sudanu. W 2002 roku wraz z Jakobielskim zostali uhonorowani przez ministra kultury Sudanu najwyższym oznaczeniem przyznawanym obcokrajowcom – Gwiazdą Dwóch Nilów II klasy . Podczas wykopalisk w Sudanie kluczowym stało się dla niego zrozumienie dziejów tamtejszej cywilizacji w epoce neolitu. W 1972 r. zaczął prowadzić wykopaliska w Kadero, nieopodal Chartumu. W wyniku prowadzonych prac zostało odkryte cmentarzysko z okresu neolitu chartumskiego. Innym przedmiotem zainteresowania stały się tamtejsze ryty naskalne . Od 1986 zaczął badania sztuki naskalnej w rejonie egipskich oaz Dachla . W 1980 i 1981 prowadził również krótkie rekonesanse badawcze w Algierii, głównie badając ryty naskalne masywu Tassili. Od 1978 do 1990 roku brał także udział w kierowanych przez profesora Dietricha Wildunga  wykopaliskach w Minszat Abu Omar w delcie Nilu , a w latach 1984–1988 był uczestnikiem prac w Kom el-Hisn w Egipcie .
W dorobku Krzyżaniaka znajduje się prawie 220 artykułów naukowych i popularnonaukowych. Znany jest także jako autor wielu książek archeologicznych, przede wszystkim traktujących o archeologii śródziemnomorskiej. Redagował także katalogi wystaw odbywających się w Muzeum Archeologicznym w Poznaniu. Był przewodniczącym jednej z komisji Międzynarodowej Unii Nauk Pre- i Protohistorycznych oraz Rady Poznańskiego Towarzystwa Prehistorycznego. Z ramienia UNESCO był ekspertem ds. Muzeum Nubijskiego w Asuanie i Muzeum Cywilizacji Egipskiej w Kairze. Ponadto udzielał się jako członek wielu towarzystw naukowych oraz archeologicznych .
Wykładał na wielu światowych uniwersytetach, m.in. w St John’s College w Cambridge, University of Calgary czy na Uniwersytecie Humboldtów w Berlinie. Od 1995 roku prowadził wykłady z prehistorii północnej Afryki na Uniwersytecie im. Adama Mickiewicza. Brał także udział w wielu konferencjach naukowych w Polsce oraz za granicą .
Od 3 czerwca 2005 do likwidacji był patronem Gimnazjum w Grzebienisku.

## Działalność muzealna
Jako pracownik, a później dyrektor Muzeum Archeologicznego w Poznaniu uczestniczył w przygotowaniu ponad 20 ekspozycji muzealnych. Wśród nich były zarówno niewielkie wystawy czasowe, jak również wystawy poświęcone archeologii śródziemnomorskiej, która stanowiła główny przedmiot jego późniejszych zainteresowań. Do najbardziej spektakularnych osiągnięć w dziedzinie muzealnictwa należy zaliczyć wystawy związane z problematyką starożytnego Egiptu. Dzięki znajomości z profesorem Wildungiem udało się sprowadzić do Poznania wiele zabytków z muzeów w Berlinie oraz Monachium. W ostatnich latach działalności została otwarta wystawa poświęcona archeologii Sudanu. Dzięki wielu kontaktom nawiązanym podczas wypraw archeologicznych udało się sprowadzić wiele zabytków z Muzeum Narodowego w Sudanie .
Został pochowany na cmentarzu Miłostowo w Poznaniu.

## Odznaczenia
- Order Dwóch Nilów (2002, za wybitne osiągnięcia w zakresie badań archeologicznych w Sudanie)[6][7]
- Srebrny Krzyż Zasługi (1977)[7]

## Ważniejsze publikacje
- Early Farming Cultures on the Lower Nile. The Predynastic Period in Egypt (1977)
- Egipt przed piramidami (1980)
- Schyłek pradziejów w środkowym Sudanie (1992)